# Языковая ситуация
Языкова́я ситуа́ция — социолингвистическая характеристика определённого населённого пункта, исторической или географической области, этнического региона, государства или его административных единиц, группы государств и любых других территорий, в пределах которых рассматривается ареальное и социальное взаимоотношение, а также функциональное взаимодействие форм (и стилей) того или иного языка или нескольких языков. Описание языковых ситуаций отражает конкретный временной период существования языков, диалектов, жаргонов, функциональных стилей и других языковых вариантов и форм. Изменение или сохранение стабильной языковой ситуации определяется языковой политикой социума или государства.

## Классификация
В социолингвистике отмечается большое разнообразие языковых ситуаций, что объясняется неравномерным распространением языковых образований (идиомов) в том или ином ареале, разным числом носителей идиомов, обслуживанием идиомами разных сфер коммуникации и т. п.
Классификация языковых ситуаций строится по признакам, которые можно объединить в несколько групп. Это, прежде всего, количественная, качественная и оценочная (эстимационная) группы признаков.

### Количественные признаки
К количественным признакам языковых ситуаций относят:
1. Количество компонентов языковой ситуации (степень языкового разнообразия) — число идиомов в исследуемом ареале. Различают монокомпонентные и поликомпонентные языковые ситуации. Абсолютно преобладают поликомпонентные ситуации, в том числе и в одноязычных регионах, поскольку практически во всех языках мира различаются территориальные и социальные разновидности.
2. Количество носителей каждого из идиомов, определяемое как процентное соотношение групп населения, говорящих на каждом из идиомов, в определённом языковом регионе (демографическая мощность идиомов). Выделяются языковые ситуации с равным или разным количеством носителей языковых форм (демографически равновесные и неравновесные языковые ситуации).
3. Количество сфер коммуникации, в которых используется каждый из идиомов по отношению к общему числу таких сфер (коммуникативная мощность идиомов). По разной степени коммуникативной мощности идиомов языковые ситуации разделяют так же, как и по демографической мощности, на равновесные и неравновесные.
4. Количество функционально доминирующих идиомов. В неравновесных ситуациях отмечается наличие одного или нескольких функционально доминирующих идиомов, в связи с чем различают однополюсные и многополюсные языковые ситуации.

### Качественные признаки
В число качественных признаков включают:
1. Лингвистический характер языковой ситуации, в которую входят либо разные формы одного языка, либо разные языки. По этому признаку выделяют одноязычные и многоязычные языковые ситуации.
2. Степень структурной и генетической близости идиомов — языковые ситуации со сходными и несходными, близкородственными и неродственными идиомами. Языковые ситуации с типологически сходными идиомами называют гомоморфными, с родственными идиомами — гомогенными, с типологически несходными идиомами — гетероморфными, с неродственными идиомами — гетерогенными. Поскольку структурное сходство и генетическое родство не взаимосвязаны, языковые ситуации могут характеризоваться одновременно двумя признаками: гомогенная и гомоморфная ситуация, гомогенная и гетероморфная ситуация и т. д.
3. Функциональная равнозначность или неравнозначность идиомов. Языковые ситуации, в которых языковые формы имеют равный официальный статус, называют гармоничными, языковые ситуации с неравными по статусу идиомами называют дисгармоничными.
4. Характер происхождения доминирующего идиома (металекта) в масштабе государства. По этому признаку различают языковые ситуации с местным идиомом (эндоглоссные) и с иностранным идиомом (экзоглоссные).

### Оценочные признаки
Признаки тех или иных идиомов могут различаться по внутренним и внешним оценкам. Идиомы могут оцениваться по их престижности, эстетическим характеристикам, функциональным возможностям и т. д. Различия внутренних оценок, данных самими носителями родному идиому (позитивные, нейтральные, негативные), определяют степень так называемой языковой лояльности языкового сообщества и влияют на степень устойчивости и сохранности языка.
При наличии в языковой ситуации диглоссии выделяют диглоссные языковые ситуации (все прочие соответственно являются недиглоссными).

### Типология Швейцера и Никольского
А. Д. Швейцер и Л. Б. Никольский разделяют языковые ситуации на две группы:
- экзоглоссные — совокупности языков:
  - сбалансированные языковые ситуации (с равнозначными в функциональном отношении составляющими ситуации языками или языковыми подсистемами);
  - несбалансированные языковые ситуации (с компонентами, распределёнными по сферам общения и социальным группам);
- эндоглоссные — совокупности подсистем одного языка:
  - сбалансированные языковые ситуации;
  - несбалансированные языковые ситуации.

Примерами экзоглоссных сбалансированных языковых ситуаций являются ситуации с функционированием языков в Швейцарии (не учитывая романшский) с равными по объёму коммуникативных функций немецким, французским и итальянским языками, и в Бельгии с равными французским и фламандским языками. Зачастую законодательная декларация языкового равноправия не соответствует реальной ситуации функционирования идиомов. Так, например, при одинаковом официальном статусе финского и шведского языков в Финляндии первый существенно преобладает над вторым во всех сферах коммуникации.
Наиболее распространёнными среди экзоглосных являются несбалансированные языковые ситуации. В зависимости от числа языков, представляющих данные ситуации, выделяют:
- двухкомпонентные языковые ситуации (диалекты бретонского языка и французский язык в Бретани; гуарани и испанский язык в Парагвае);
- трёхкомпонентные языковые ситуации (один из местных племенных языков на острове Лусон и Минданао, региональный илоканский язык и более распространённый язык межэтнического общения тагалог на Филиппинах; местный племенной язык луба, региональный язык лингала и официальный французский язык в Конго);
- четырёхкомпонентные языковые ситуации (местный язык мундари, язык межэтнического общения английский, официальный язык штата Орисса ория и язык религии санскрит В Индии).

## История
Термин «языковая ситуация» стал широко употребляться с 1930-х годов применительно к описанию совокупности языков и их функциональному распределению в регионах и странах Африки и Азии. В 1960-х годах в работах советских и американских лингвистов (Ч. Фергюсон, Л. Б. Никольский) отмечаются попытки дать определение понятию «языковая ситуация», «language situation» и предложить классификацию предмета исследования.